# Разумихина, Елена Павловна
Елена Павловна Разумихина (1868, Херсонская губерния — 19 мая 1919, Киев), — председатель Алексеевского отдела Союза русского народа в Киеве, активная участница монархического движения.

## Биография
Родилась в семье генерал-лейтенанта, окончила Полтавский институт благородных девиц. В 1906 году вступила в Союз русского народа (Киевский отдел). В 1909 году явилась инициатором создания на Трухановом острове Киева Алексеевского отдела Союза русского народа (в честь цесаревича Алексея) и стала его бессменным руководителем. После раскола Союз русского народа приняла сторону Дубровина.
30 апреля 1919 года арестована большевиками. При обыске у неё нашли ряд документов, касающихся российского монархического движения и дела Бейлиса. 15 мая приговорена к смертной казни и через 4 дня расстреляна.